# Osadné
Osadné (dawny węgierski Telepócz) – wieś (obec) na Słowacji, w powiecie Snina w kraju preszowskim. W roku 2011 liczyła 189 mieszkańców, w tym 106 Słowaków, 80 Rusinów. Zabudowania wsi położone są w odległości około 7 km od granicy z Polską (obszar katastralny wsi graniczy z Polską). Od zachodu graniczy z wsią Vyšná Jablonka, a od południa z wsią Hostovice.
Pierwsza wzmianka o wsi pochodzi z roku 1639. W roku 1910 wieś zamieszkana przez 664 osoby, w tym głównie Rusinów oraz mniejszość polską. We wsi znajduje się unikatowa w skali Słowacji cerkiew prawosławna (będąca siedzibą miejscowej parafii) wraz z kryptą (ossuarium) ze szczątkami ok. 1600 żołnierzy rosyjskich z I wojny światowej, ofiar nieudanej ekspedycji przez Karpaty generała Korniłowa.

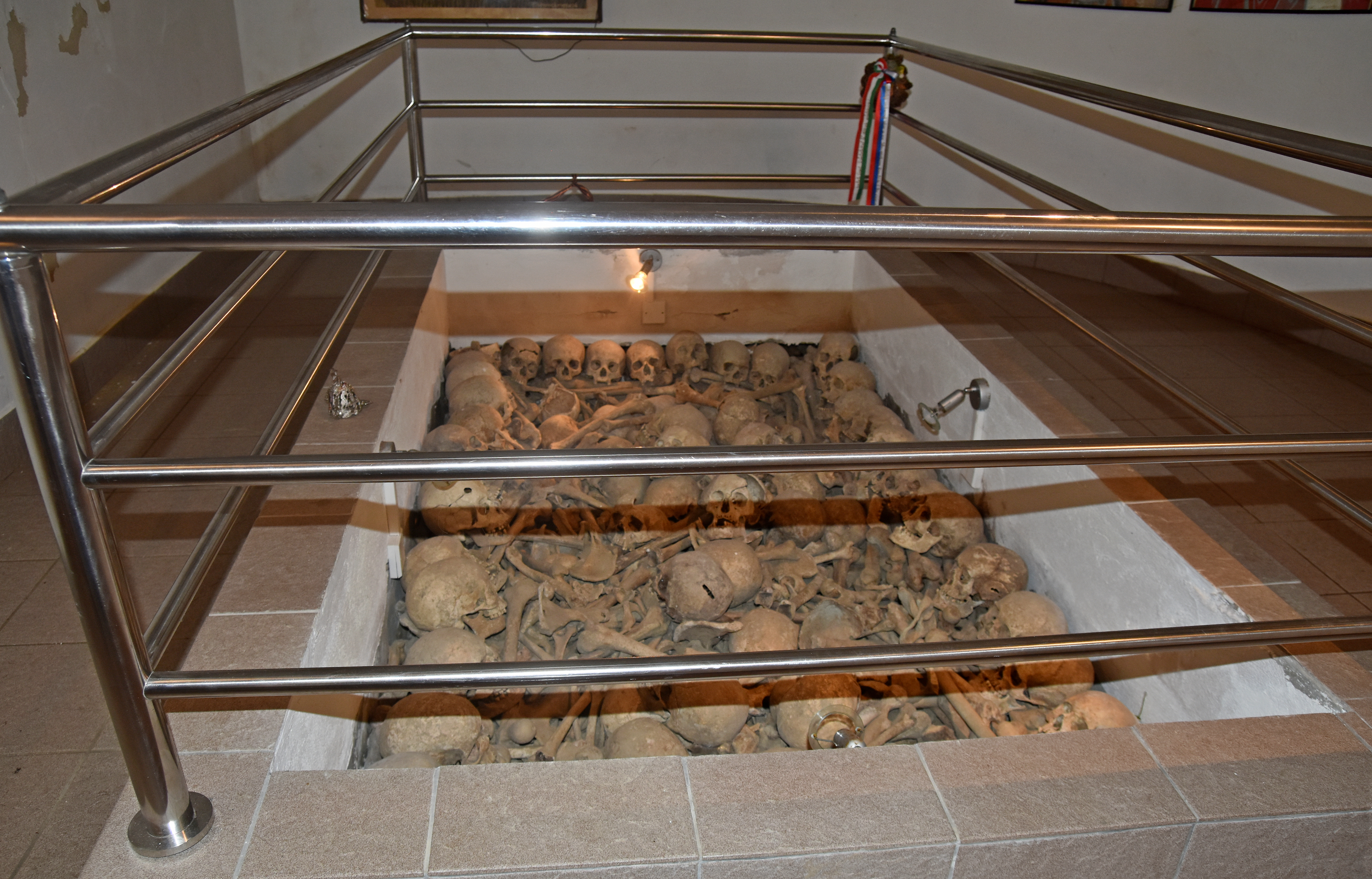
Ossuarium w krypcie cerkwi
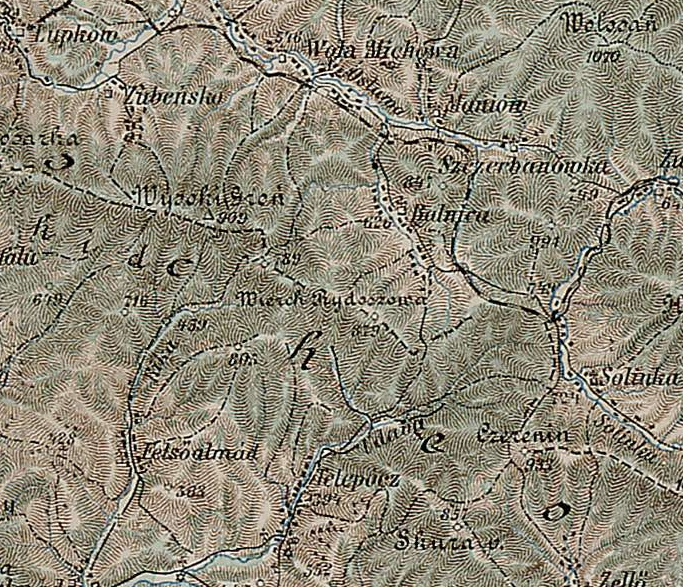
Osadné (dawny węgierski Telepócz) na mapie z roku 1898

Z Osadnego do Balnicy prowadzi szlak turystyczny do granicy z Polską.
O wsi w 2009 roku powstał film Osadné.